# Michel Soutter

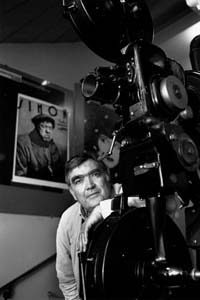
Michel Soutter (1990)

Michel Soutter (* 2. Juni 1932 in Genf; † 10. September 1991 ebenda) war ein Schweizer Filmregisseur, Drehbuchautor und Filmproduzent. Soutter war neben Alain Tanner und Claude Goretta der dritte bekannte Regisseur des französischsprachigen Schweizer Films.

## Biografie
1953 veröffentlichte Soutter eine Gedichtsammlung, danach spielte er im Kabarett und trat als Liedermacher in Genf und Paris auf. 1961 begann Soutter als Autor und Regisseur von Dokumentarfilmen bei der Télévision Suisse Romande. Dort verfilmte er später auch Theaterstücke von Harold Pinter und Eugene O’Neill. 1966 drehte er seinen ersten Spielfilm, sein Lehrer Goretta folgte ihm kurz danach. 1968 gründeten Goretta, Tanner und Soutter eine Produktionsfirma zur Finanzierung französischsprachiger Filme in der Schweiz. Gemeinsam war allen drei, dass ihre Filme teils sehr poetisch, teils sehr sperrig waren.

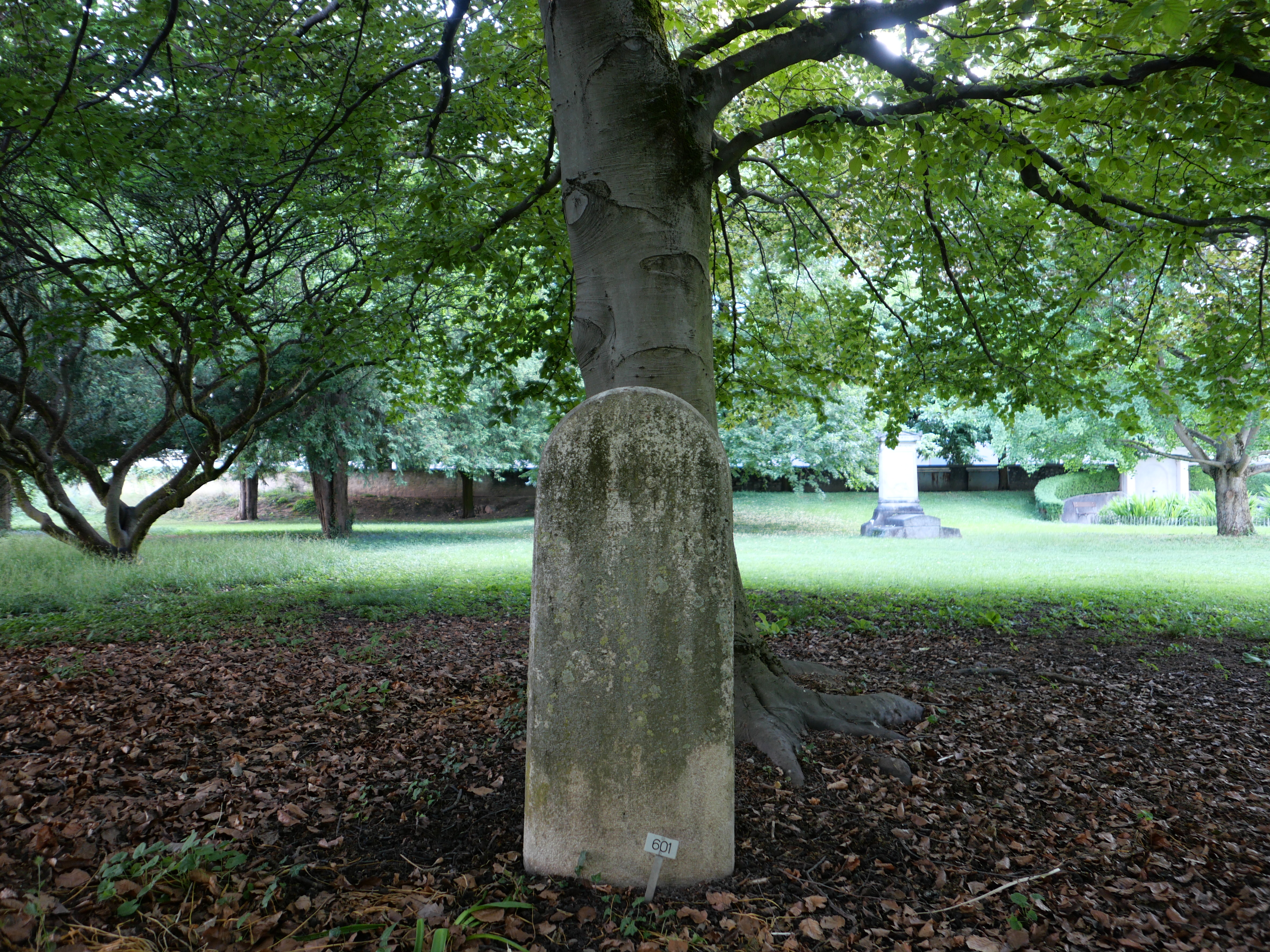
Soutters Grab (2022)

Soutters Filme in den 1970er Jahren trugen ihm einen guten Ruf unter Cineasten ein, im Mittelpunkt seines Werks standen meist Identitätsprobleme von städtischen Intellektuellen wie von einfachen Menschen auf dem Land. In seinen letzten Jahren inszenierte Soutter stärker für die Bühne, so 1979 die Uraufführung von Max Frischs «Triptychon». Seine letzte Filmarbeit war die Mini-Fernsehserie «Condorcet».
1974 war Soutter Mitglied der Jury bei den Filmfestspielen in Cannes, nachdem er 1972 mit «Die Landvermesser» nominiert gewesen war. 1982 war Soutters Film «L’Amour des femmes» bei der Berlinale nominiert. 1990 wurde er für seine Serie «Condorcet» mit dem französischen Fernsehpreis 7 d’Or ausgezeichnet.
Im Jahr 2005 wurde Soutters Nachlass der Cinémathèque suisse übergeben. Soutter ist mit seiner Mutter Andrée Marcelle, geb. Dapples, auf dem Cimetière des Rois begraben, der als Genfer Pantheon gilt.

## Filmografie (Auswahl)
- 1967: La lune avec les dents
- 1968: Haschisch
- 1969: La Pomme
- 1970: James ou pas
- 1972: Die Landvermesser (Les arpenteurs)
- 1972: Les nénuphars (TV)
- 1973: Ce Schubert qui décoiffe (TV)
- 1974: Der Seitensprung (L’escapade)
- 1974: L’Eolienne
- 1977: Rollenspiele (Repérages)
- 1981: L’Amour des femmes
- 1983: Adam et Eve
- 1985: Signé Renart
- 1989: Condorcet (Mini-TV-Serie)
- 1991: Le Film du Cinéma Suisse – Regie der Episode «L’homme révolté, 1966–1973»